# Osservatorio di Begues
L'osservatorio di Begues (in spagnolo: Observatorio de Begues) è un osservatorio astronomico privato spagnolo gestito da José Manteca e situato nell'omonima località in Spagna, alle coordinate 41°19′54.65″N 1°55′14.16″E, identificata dal codice MPC è 170 Observatorio de Begues.
Il Minor Planet Center lo accredita per la scoperta dell'asteroide 68325 Begues e di 230736 Jalyhome, effettuata il 18 novembre 2003.